# Gigean
Gigean är en kommun i departementet Hérault i regionen Occitanien i södra Frankrike. Kommunen ligger i kantonen Mèze som tillhör arrondissementet Montpellier. År 2022 hade Gigean 6 559 invånare.

## Befolkningsutveckling
Antalet invånare i kommunen Gigean
Referens:INSEE